# پومشتر
پومشتر (به آلمانی: Pomster) یک شهر در آلمان است که در اهرویلر واقع شده‌است. پومشتر ۱۸۷ نفر جمعیت دارد.